# Arthur Pink
Arthur Walkington Pink (Nottingham, Inglaterra, 1 de abril de 1886-Stornoway, 15 de julio de 1952) fue un teólogo, evangelista, predicador, misionero, escritor y erudito bíblico inglés, conocido por su firme postura calvinista y su gusto por las enseñanzas de las doctrinas puritanas en medio de una era dominada por la oposición a las tradiciones teológicas. Por ejemplo, llamaba al Dispensacionalismo "un error moderno y pernicioso". Como suscriptores de su revista mensual Estudio sobre las Escrituras  estaban Martyn Lloyd-Jones y el Dr. Douglas Johnson, primer director general del Inter-Varsity.

## Biografía
Arthur Walkington Pink nació en Nottingham (Inglaterra) el 1 de abril de 1886 de un comerciante de maíz, un devoto inconformista de denominación incierta, aunque probablemente un congregacionalista. Por lo demás, no se sabe casi nada de la infancia o educación de Pink, excepto que tenía alguna habilidad y formación musical y se convirtió al cristianismo en 1908 a la edad de 22 años. 

### Conversión y obra misionera
Aunque de padres cristianos, antes de convertirse emigró a una sociedad teosófica (de ocultismo gnóstico; grupo precursor del movimiento de la nueva era, popular en Inglaterra en aquel entonces), y rápidamente adquirió la prominencia suficiente dentro de sus filas que Annie Besant , su directora, se ofreció a admitirlo en su círculo de liderazgo. En 1908 renunció a la Teosofía y se unió al cristianismo evangélico. Su conversión tuvo lugar a partir de las pacientes amonestaciones de su padre a partir de las Escrituras. Fue el pasaje de Proverbios 14:12 -"Hay camino que al hombre le parece derecho; pero su fin es camino de muerte."- el cual particularmente golpeó su corazón y le obligó a renunciar a la Teosofia y así seguir a Jesucristo.
Deseaba profundizar en el conocimiento de la Biblia, pero no quería asistir a una universidad teológica liberal en Inglaterra así que Pink emigró a los Estados Unidos para estudiar en el Instituto Bíblico Moody en Chicago en 1910, pero abandonó luego de tan solo dos meses y comenzó su primer ministerio pastoral en Silverton, Colorado. En 1912, Pink dejó Silverton, probablemente para ir a California, y luego tomó un pastorado conjunto de iglesias en las zonas rurales de Burkesville y Albany , Kentucky .  En 1916 se casó con Vera E. Russell (8 de junio de 1893 – 17 de julio de 1962), quien había sido criada en Bowling Green , Kentucky y el siguiente pastorado de Pink fue en la Iglesia Bautista Scottsville, en Scottsville , Kentucky, Luego, los recién casados se mudaron en 1917 a Spartanburg, Carolina del Sur , donde Pink se convirtió en pastor de la Iglesia Bautista Northside.
Para entonces, Pink se había familiarizado con destacados fundamentalistas dispensacionalistas , como Harry Ironside y Arno C. Gaebelein , y sus dos primeros libros, publicados en 1917 y 1918, estaban de acuerdo con esa posición teológica. Sin embargo, los puntos de vista de Pink estaban cambiando, y durante estos años también escribió la primera edición de La soberanía de Dios (1918), que sostenía que Dios no amaba a los pecadores y había creado deliberadamente "para condenación" a aquellos que no aceptaban a Cristo. Ya sea por sus puntos de vista calvinistas, su estudio casi increíble, su salud debilitada o su falta de sociabilidad, Pink dejó Spartanburg en 1919 creyendo que Dios "haría que me entregara a la escritura".  Pero Pink parece haber enseñado la Biblia, con cierto éxito, en California para un evangelista llamado Thompson mientras continuaba su intenso estudio de los escritos puritanos.
En enero de 1922, Pink publicó el primer número de Estudios sobre las Escrituras, que a fines del año siguiente tenía alrededor de mil suscriptores y que ocuparía la mayor parte de su tiempo durante el resto de su vida y se convertiría en la fuente de decenas de publicaciones. libros, algunos arreglados de artículos de Estudios después de su muerte.  En 1923, Pink sufrió un ataque de nervios y él y su esposa vivieron con amigos en Filadelfia hasta que recuperó la salud.
En 1925, los Pink navegaron a Sídney (Australia) donde fue evangelista y maestro de la Biblia en el Tabernáculo Ashfield. Pero su predicación descortés de la doctrina calvinista resultó en una resolución unánime de la Fraternidad Bautista de Nueva Gales del Sur de no respaldarlo.
Desde 1925 a 1928 sirvió en Australia, como pastor de dos congregaciones desde 1926 a 1928, donde regresó a Inglaterra, y luego, al año siguiente, a los Estados Unidos. Eventualmente pastoreo iglesias en Colorado, California, Kentucky, y en Carolina del Sur.
Al regresar a Inglaterra, Pink fue invitado a predicar en una iglesia sin pastor en Seaton, Devon ; pero aunque fue recibido por algunos miembros, los superintendentes pensaron que su instalación como pastor dividiría a la iglesia. En la primavera de 1929, Pink y su esposa regresaron a su estado natal de Kentucky, donde tenía la intención de convertirse en pastor de la iglesia bautista en Morton's Gap . Una vez más, sus esperanzas no se hicieron realidad. A un amigo le escribió: "Hoy estoy más firmemente convencido que hace 14 meses de que nuestro lugar está "fuera del campo ". Ese es el lugar del 'reproche', de la soledad y de la prueba ".  En 1930, Pink pudo comenzar una clase de Biblia en Glendale, California., al mismo tiempo que rechaza oportunidades para hablar en algunas iglesias fundamentalistas.  Al año siguiente, los Pink alquilaron una casa de madera sin pintar en el condado de Union, Pensilvania , donde se reunió un pequeño grupo; luego, en 1933, se mudaron a York, Pensilvania .
Pink decidió que si su ministerio iba a ser totalmente de escritura, podría hacerlo igual de bien en Inglaterra. En septiembre de 1934, él y su esposa se mudaron a Cheltenham, Gloucestershire, cerca de agentes honorarios de Estudios de las Escrituras. Pink parece haber dado paso finalmente a la desesperación. A un amigo le escribió "que aquellos de mis amigos que quisieran ayudarme son impotentes para hacerlo; mientras que aquellos que podrían, no lo harán. Y en muy pocos años, como mucho, será demasiado tarde. Lo que he ido durante los últimos siete años ha estado reaccionando de tal manera en mi constitución física y mental, que en poco tiempo estaré incapacitado incluso si se me abrieran las puertas. Sin embargo, no puedo ver nada más que intentar buscar la gracia para inclinarme ante el soberano del Señor. placer, y di: 'No se haga mi voluntad, sino la tuya' ".
En 1936, los Pink se mudaron a Hove, en la costa sur cerca de Brighton. Después de la muerte de su padre en 1933, Pink recibió suficiente patrimonio para permitirle a él ya su esposa vivir de manera muy simple sin preocupaciones financieras; y desde 1936 hasta su muerte en 1952, Pink se dedicó por completo a Estudios de las Escrituras . Vera creía que el horario de trabajo casi implacable de su marido no era saludable, y logró notablemente que él se dedicara a coleccionar sellos como pasatiempo. En 1940, Hove se convirtió en un objetivo habitual de los ataques aéreos alemanes y los Pink se trasladaron a Stornoway , Isla de Lewis , Hébridas Exteriores ,Escocia , donde permanecieron el resto de su vida. La isla era un bastión del calvinismo, pero los servicios religiosos se llevaban a cabo principalmente en gaélico escocés , y los visitantes no eran especialmente bienvenidos en ningún caso. Pink gobernó su tiempo de estudio y escritura con "precisión militar". A un amigo le escribió que salía de compras y hacía ejercicio durante una hora, seis días a la semana, pero que por lo demás nunca salía de su estudio excepto cuando trabajaba en un pequeño jardín. Mientras estuvo en Hove, incluso publicó una nota en Studies advirtiendo a los suscriptores que "no es conveniente para nosotros recibir visitas, y pidió respetuosamente a los lectores que puedan visitar estas partes que se abstengan amablemente de visitarnos, pero tenga en cuenta que siempre estamos, me alegro de tener noticias de amigos cristianos". En lugar de asistir a la iglesia, los domingos por la mañana, Pink dedicaba tiempo a ministrar a los lectores por carta.

### Enfermedad y muerte
En 1951 Vera se dio cuenta de que Pink estaba enfermo. Perdió peso y tenía dolor, pero se negó a tomar ningún medicamento que pudiera aturdir su mente y obstaculizarlo para completar su trabajo. Pink murió de anemia en Stornoway (Escocia) el 15 de julio de 1952. Sus últimas palabras fueron "Las Escrituras se explican por sí mismas". Pink dejó suficiente material escrito para permitir la publicación de Estudios hasta diciembre de 1953.  Vera Pink sobrevivió a su esposo por diez años y después de su muerte hizo nuevos amigos y se relacionó más libremente con otros

### Legado
Luego de su muerte, sus obras fueron republicadas por un número de casas de publicaciones, entre ellas, Banner of Truth Trust, Baker Book House, Christian Focus Publications, Moody Press, Truth for Today y como resultado, han alcanzado a una audiencia mucho mayor. El biógrafo Iain Murray dice de Pink, "la amplia circulación de sus escritos después de su muerte lo convirtió en uno de los autores evangélicos más influyentes de la segunda mitad del siglo XX." Sus escritos provocaron un renacimiento de la predicación expositiva y enfocaron el corazón de los oyentes en la vivencia bíblica. Pink no aparece en muchos de los diccionarios biográficos ni tampoco en muchas historias religiosas.
Se alega que la personalidad de Pink le dificultaba tener un ministerio pastoral exitoso. Ha sido criticado por ser demasiado individualista y de temperamento demasiado crítico, careciendo del beneficio de discusiones teológicas exhaustivas con otros hombres de dotes similares. Un joven pastor, el reverendo Robert Harbach, que mantuvo correspondencia con Pink durante años, recordaba a un Pink muy diferente, que poseía un "corazón de pastor". La correspondencia de Pink con Harbach (hasta que la salud de Pink terminó con su correspondencia en 1949) fue cálida, sincera y paternal. Al principio de su correspondencia, Pink escribió: "Quiero que se sienta perfectamente libre de pedirme cualquier ayuda que pueda brindarle. Estoy en contacto con varios pastores jóvenes y lo considero parte de mi trabajo y un privilegio, ofrecer los consejos que pueda ".
El aclamado contemporáneo de Pink, D. Martyn Lloyd-Jones, recibió un beneficio espiritual al leer a Pink y lo recomendó a otros. A un joven ministro le dijo: "No pierdas el tiempo leyendo a Barth y Brunner. No obtendrás nada de ellos que te ayude con la predicación. Lee a Pink".  Pero Lloyd-Jones también dijo: "Si me hubiera comportado como lo hizo Pink, no habría logrado nada. Nada en absoluto ... Tuve que ser muy paciente y mirar las cosas a muy largo plazo. De lo contrario, habría sido despedido y todo se habría terminado". Además, sin la ayuda y compañía de su esposa, que se dedicó por completo a él y a su trabajo, Pink se habría "sentido abrumado" (como admitió libremente) y probablemente habría logrado poco incluso por escrito. 
Teológicamente, Pink fue rechazado durante su vida debido a su oposición al arminianismo ; pero después de su muerte, hubo un cambio importante de opinión evangélica hacia la teología calvinista. En 1982, Baker Book House había publicado 22 de los libros de Pink y vendido 350.000 copias en total. Sin embargo, fue la soberanía de Dios de Pink lo que hizo "más que cualquier otro en redirigir el pensamiento de una generación más joven". Después de que Banner of Truth Trust lo reeditó en 1961, modificándolo para eliminar el supuesto hipercalvinismo de Pink, el libro vendió 177.000 copias en 2004.

## Obras
- Aprovechando la Palabra
- Camino a la oración ferviente
- Cartas de A.W.Pink
- Cristianismo Práctico
- Consuelo para los cristianos
- Crecimiento Espiritual
- El Anticristo
- El Día de Reposo
- El Espíritu Santo
- El regreso del redentor
- Espigas en Génesis
- Espigas en Éxodo
- Espigas en Joshua
- Espigas en la Deidad
- Exposición de Juan
- Exposición de hebreos
- Exposición del Sermón de la Montaña
- Estudios sobre la fe salvadora (publicado por primera vez en Estudios de las Escrituras)
- La Doctrina de la Justificación
- La Doctrina de la Reconciliación
- La Doctrina de la Salvación
- La Doctrina de la Santificación
- La Doctrina de la Revelación
- La Expiación
- La Inspiración Divina de la Biblia
- La interpretación de las Escrituras
- La ley y los santos
- La Paciencia de Dios
- La satisfacción de Cristo
- La Soberanía de Dios
- La Total depravación del hombre
- La Vida de Elías
- La Vida de David
- Las bienaventuranzas y el Padre Nuestro
- Los Atributos de Dios
- Los Decretos de Dios
- Los Pactos Divinos
- Los siete dichos del Salvador en la Cruz
- Navidad
- Pasajes de Paul (copyright 1967 de The Moody Bible Institute of Chicago, novena impresión, 1970)
- Seguridad Eterna
- Unión espiritual y comunión